# Akasha (album)
Akasha è il quattordicesimo album studio della cantante giapponese Masami Okui pubblicato il 25 febbraio 2009 dalla evolution. 
L'album ha raggiunto la sessantottesima posizione della classifica degli album più venduti in Giappone.

## Tracce
1. Theme of Akasha
2. LOVE SHIELD
3. INSANITY
4. LOVERS
5. Shuuiro (愁色)
6. Orange (オレンジ)
7. Shape of myself
8. Melted Snow
9. TOTAL ECLIPSE
10. BLUE ~Noble Flame~
11. Akasha
12. Venus